# HD 30003
HD 30003，又名CP-59 370，SAO 233622、HR 1504，是一颗恒星，视星等为6.53，位于銀經268.6，銀緯-39.73，其B1900.0坐标为赤經4h 38m 39.2s，赤緯-59° -39.73′ 25″。